# شهرستان هیوز (داکوتای جنوبی)
شهرستان هیوز، داکوتای جنوبی (به انگلیسی: Hughes County, South Dakota) یک سکونتگاه مسکونی در ایالات متحده آمریکا است که در داکوتای جنوبی واقع شده‌است.

## خصوصیات
شهرستان هیوز ۲٬۰۷۳ کیلومترمربع مساحت دارد.